# 859 Bouzaréah
859 Bouzaréah
859 Bouzaréah là một tiểu hành tinh ở vành đai chính. Nó được F. Sy phát hiện ngày 2.10.1916 ở Algiers, và được đặt theo tên thành phố Bouzaréah của Algérie, nơi có đài thiên văn Algiers.